# Elaphoglossum novogranatense
Elaphoglossum novogranatense är en träjonväxtart som beskrevs av Alejandra Vasco. Elaphoglossum novogranatense ingår i släktet Elaphoglossum och familjen Dryopteridaceae. Inga underarter finns listade.